# عبد الحسين سبانتا
عبد الحسين سِبانتا (بالفارسية: عبدالحسین سِپَنْتا) (4 يونيو 1907 - 28 مارس 1969) أديب وفنان إيراني اهتم بالأدب الإيراني القديم في أفلامه ومؤلفاته. 

## حياته وعمله
ولد في طهران يوم 4 يونيو 1907 في عائلة شيرازية، كان والده غلام رضا شيرواني من أدباء ووالدته من أسرة عريقة. تعلم في أصفهان وطهران وهاجر إلى الهند وسكن مومباي وفي عام 1928 أصدر جريدة آفاق إيران (بالفارسية: درونماي إيران). نشر في مومباي حوالي اثني عشر كتابا عن تاريخ وآداب إيران والتقى به دين شاه البارسي وهو لقبه بـسِبانتا.  

وخلال عامي 1932-1933 أنتج أول فيلم إيراني ناطق وهو فيلم الفتاة لور وصوّرت أحداثه في الهند، ثم تلاه فيلم العيون السوداء الذي أنتج عام 1934. من أفلامه أخرى: ابن قبيلة الذهب، شيرين وفرهاد وليلى والمجنون و الشاعر فردوسي . 

## مؤلفاته
- إيران وأهميتها في التقدم البشري
- لمعٌ من الفلسفة الإيرانية القديمة
- رسالة سلامة
- من كان زرادشت وماذا فعل؟[1]

## روابط خارجية
- عبد الحسين سبانتا على موقع IMDb (الإنجليزية)
- عبد الحسين سبانتا على موقع قاعدة بيانات الفيلم (الإنجليزية)